# Летяги (Кировская область)
Летяги — опустевшая деревня в Арбажском районе Кировской области. 

## География
Находится на расстоянии примерно 9 километров по прямой на восток-юго-восток от районного центра поселка Арбаж.

## История
Известна с 1873 года как деревня при речке Кушмаре (Летяги), в которой было дворов 5 и жителей 90, в 1905 (починок Над речкой Кушмарой или Летяги) 33 и 214, в 1926 (село и деревня Летяги) 65 и 269, в 1950 16 и 61. В 1989 году оставалось 10 человек. Существовала Воскресенская церковь (упоминалась в 1926 году). До января 2021 года входила в состав Арбажского городского поселения до его упразднения. По состоянию на 2020 год опустела.

## Население
Постоянное население составляло 3 человека (русские 100%) в 2002 году, 1 в 2010.